# 縮景園前停留場
縮景園前停留場（しゅっけいえんまえていりゅうじょう、縮景園前電停）は、広島県広島市中区上幟町にある広島電鉄白島線の停留場である。駅番号はW02。
縮景園の最寄りである。

## 歴史
白島線が営業を開始した1912年（大正元年）、縮景園の前に位置する当地にはまず泉邸前停留場（せんていまえていりゅうじょう）が設けられた。「泉邸」とは縮景園の別名である。白島線の軌道は開業時、広島城の外堀を埋め立てて造成された道路（現在、白島通りの一筋西にある広島東税務署前の道路）上に敷設されており、八丁堀から北上する軌道はこの道路沿いに進んだのち、東税務署前でクランク状に折れて広島県立美術館前で再び北上を開始するという経路をとっていた。泉邸前停留場はこの軌道がクランク状に折れる箇所に設けられていた。
太平洋戦争下の1945年（昭和20年）2月より停留場は営業を休止する。その後同年8月6日に原爆が投下され、白島線をはじめ広島電鉄の市内電車は全線が不通となる。他の路線の復旧は被爆直後から行われたが、白島線の運転再開は7年後の1952年（昭和27年）まで待たねばならない。というのも、戦後の都市計画の中で従来軌道が敷かれていた道路の東に新たな幹線道路（白島通り）が建設されることになり、この道路上に白島線の軌道を移設することにしたからである。新線への移設により従来存在していた軌道のクランクは解消され、泉邸前停留場は廃止された。このとき、代わって新線上に開業したのが当停留場である。

### 年表
- 1912年（大正元年）11月23日：白島線が開通、泉邸前停留場が開業する[3][4]。
- 1945年（昭和20年）
  - 2月1日：営業を休止する[4]。
  - 8月6日：原爆投下により白島線が全線休止[4]。
- 1952年（昭和27年）6月10日：白島通りの建設により軌道が新線へ移設され、白島線が営業再開[4][8]。泉邸前停留場が廃止され、新線上に縮景園前停留場が開業[3]。。
- 1996年（平成8年）10月：駅番号「W3」を付与[9]。
- 2025年（令和7年）8月3日：駅番号を「W02」へ変更[10]。

## 停留場構造

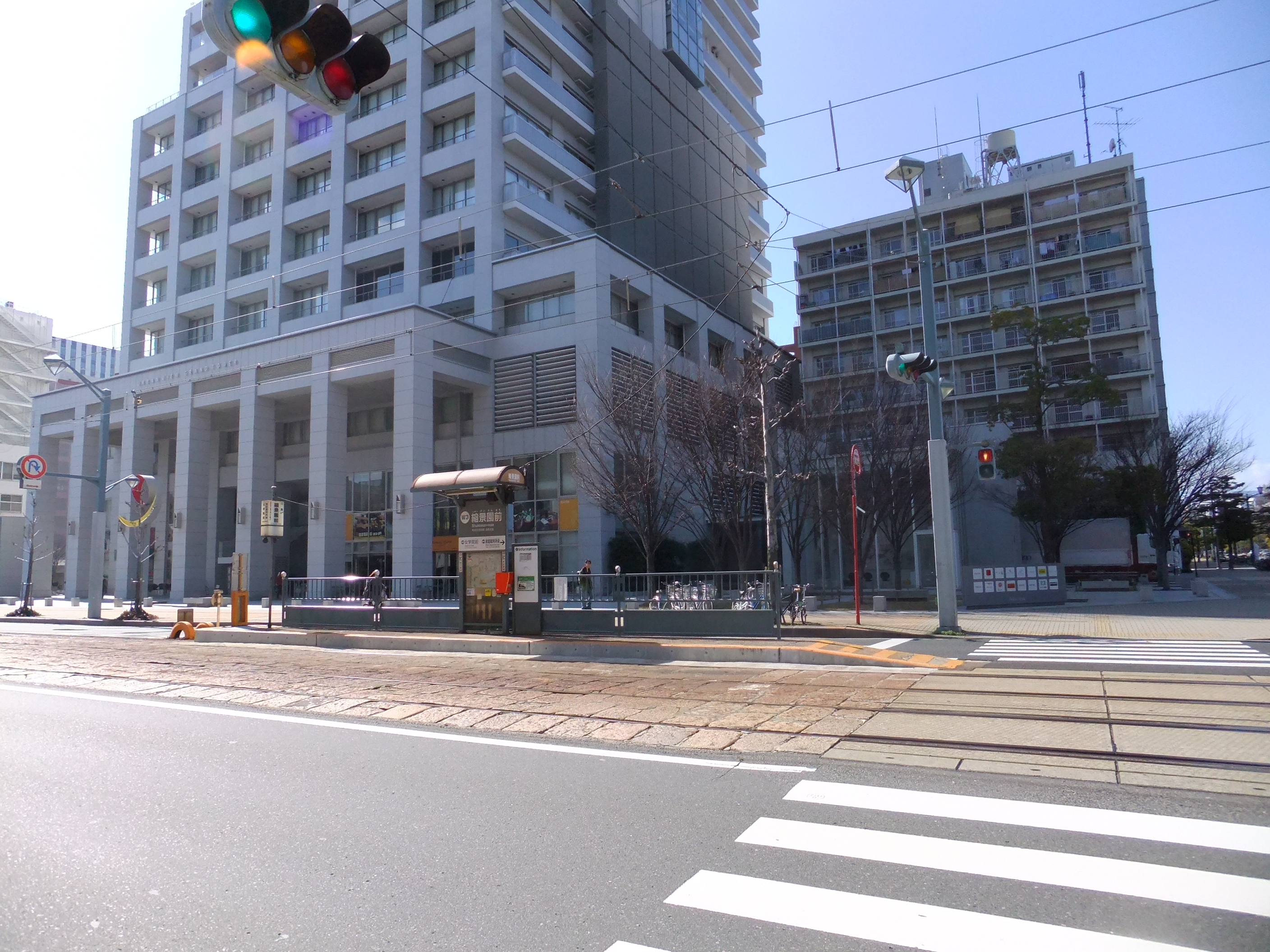
白島方面ホーム（2013年2月）

白島線の軌道は道路上に敷かれた併用軌道であり、当停留場も道路上にホームが置かれている。ホームは低床式で2面あり、南北方向に伸びる2本の線路を挟み込むように配置されている。ただし互いのホームは斜向かいに位置していて、南に白島方面へ向かう下りホーム、北に八丁堀方面へ向かう上りホームがある。

### 運行系統
当停留場には広島電鉄で運行されている系統のうち、9号線のみが乗り入れている。
| 上りホーム | 9号線 | 八丁堀ゆき・江波ゆき |
| 下りホーム | 9号線 | 白島ゆき             |

## 停留場周辺
停留場名にもなっている縮景園は北東に位置し、停留場前には広島県立美術館がある。戦後しばらくの間は広島県立図書館も立地していたが、これは1988年（昭和63年）に千田町に移転した。西側には検察庁（広島高検・地検）が入居する広島法務合同庁舎や裁判所（広島高裁・地裁・簡裁）など司法関連の施設が集積する。このほかにもオフィスビルやマンションなどが立ち並び、2004年（平成16年）には市内で最も高い超高層マンションであるアーバンビューグランドタワーがオープンしている。
- 広島市立幟町中学校 - 原爆の子の像のモデルとなった佐々木禎子が在籍していた。
- 広島東税務署
- 広島司法書士会館
- RCC中国放送
- 広島城
- 「縮景園前」バス停 - 広電バス12号線が停車する。

## 隣の停留場
広島電鉄
白島線
女学院前停留場 (W01) - 縮景園前停留場 (W02) - 家庭裁判所前停留場 (W03)